# Jean-Baptiste Ripert
Pour les articles homonymes, voir Ripert.
Jean-Baptiste Ripert est un avocat et homme politique français né le 20 mai 1870 à Marseille (Bouches-du-Rhône) et décédé le 30 juin 1958 à Marseille.

## Biographie
Élève au Lycée Thiers, Jean-Baptiste Ripert suit des études de droit à la faculté de droit de l'Université d'Aix-Marseille, il s'inscrit au barreau de Paris de 1892 à 1894. Devenu rédacteur à la préfecture de la Seine, il quitte Paris en 1895 pour s'installer comme avocat à Marseille. Il s'oppose rapidement au maire socialiste de Marseille, Siméon Flaissières. En 1898, il est battu aux législatives par un adjoint de Flaissières. Mais en 1900, Ripert arrive à se faire élire conseiller municipal de Marseille, où il dirige l'opposition municipale.
En 1902, Ripert et Flaissières s'opposent aux législatives, et Ripert l'emporte largement. Quelques mois plus tard, il arrive à contraindre Flaissières à quitter la mairie de Marseille. En 1906, ayant atteint son but, il ne se représente pas aux législatives, arrête la politique et reprend ses activités d'avocat.

## Publications
- Politique et religion questions du temps présent, Librairie Académique Didier Perrin et Cie, Libraires-Éditeurs, Paris, 1904